# Tancítaro
Tancítaro ist eine Kleinstadt mit ca. 8.500 Einwohnern im mexikanischen Bundesstaat Michoacán; sie ist Verwaltungssitz des Municipio Tancítaro mit insgesamt ca. 35.000 Einwohnern.

## Lage und Klima
Tancítaro liegt zu Füßen des 3845 m hohen Pico de Tancítaro auf einer Höhe von etwa 2085 m. Nächstgelegene Städte sind Pátzcuaro und Morelia (ca. 112 km bzw. 165 km Fahrtstrecke nordöstlich); die Hafenstadt Lazaro Cárdenas liegt ca. 235 km südlich an der Pazifikküste. Das Klima ist gemäßigt bis warm; Regen (ca. 1010 mm/Jahr) fällt nahezu ausschließlich im Sommerhalbjahr.

## Bevölkerungsentwicklung
| Jahr      | 2000  | 2010  | 2020  |
| Einwohner | 5.162 | 6.747 | 8.133 |

Der überwiegende Teil der Bevölkerung ist indianischer Abstammung; zahlreich sind auch Mestizen.

## Wirtschaft
Die Umgebung des Ortes war wegen der ausreichenden Regenfälle und der fruchtbaren Böden immer schon landwirtschaftlich geprägt. In den letzten Jahrzehnten des 20. Jahrhunderts hat sich Tancítaro – neben dem ca. 56 km östlich gelegenen Uruapan – zum wichtigsten Zentrum des Avocado-Anbaus in Mexiko (und somit weltweit) entwickelt. Die Kleinstadt selbst ist geprägt von Kleinhandel (tianguis) und Handwerk sowie von Dienstleistungen aller Art.

## Geschichte
Tancítaro war eine indianisch-spanische Siedlung, die sich erst mit dem Drogen- und Avocado-Anbau in der zweiten Hälfte des 20. Jahrhunderts zu ihrer heutigen Größe entwickelt hat. Der Ort ist zu Beginn des 21. Jahrhunderts international bekannt geworden durch seinen von den Bauern und Bürgern im Wesentlichen selbst organisierten Kampf gegen die Drogenkartelle.

## Sehenswürdigkeiten
- Während der Ort selbst kaum Sehenswertes bietet, ist das Umland geprägt von Avocado-Plantagen.

Umgebung
- Wanderungen zum Nationalpark Pico de Tancítaro und selbst Gipfel-Besteigungen sind möglich.[5]